# Државни пут 473
Државни пут IIБ реда 473 је локални пут у јужној Србији који повезује долину Јужне Мораве (Лепеница код Владичиног Хана) са Пољаницом. Деоница Урманица—Градња није изграђена.

## Траса пута
| \| \| \| \| Везе \| \| --------------------------------------- \| -------- \| \| ----------------------- \| \| 0 \| Лепеница \| \| Владичин Хан, Сурдулица \| \| 15 \| Урманица \| \| \| \| Деоница Урманица—Градња је неизграђена. \| \| \| \| \| 20 \| Градња \| \| \| \| 21 \| Власе \| \| Врање \| |          |  |                         |
| |          |  | Везе                    |
| 0 | Лепеница |  | Владичин Хан, Сурдулица |
| 15 | Урманица |  |                         |
| Деоница Урманица—Градња је неизграђена. |          |  |                         |
| 20 | Градња   |  |                         |
| 21 | Власе    |  | Врање                   |